# 부유세
부유세(富裕稅, 영어: wealth tax, capital tax, equity tax, net worth tax, net wealth tax)는 일정액 이상의 자산을 보유하고 있는 사람을 대상으로 비례적 또는 누진적으로 부과하는 세금을 말한다.

## 역사
1910년 스웨덴이 이를 최초로 도입하였다.

## 현황
스위스, 리히텐슈타인, 네덜란드, 노르웨이, 인도가 부유세 제도를 실시하고 있다.
원조 국가인 스웨덴이 이를 폐지하게 된 것은, 부자들이 세금을 피해 해외로 재산을 빼돌리는 자본 유출문제 때문이다. 세계적 가구업체인 스웨덴회사 이케아는 부유세를 내다 지쳐서 외국에 재단을 세워 회사 자산을 모두 기부해 버렸다. 부유세 폐지 이전의 스웨덴은 부유세로 거둬들이는 한 해 세금이 6400억원인데, 연간 외국으로 빠져나간 스웨덴 자본은 200조원에 이르렀다고 한다.
스웨덴과 함께 고복지국가로 알려진 핀란드도 이 제도를 폐지했는데, 이 제도를 폐지시킨 것은 좌파 계열의 핀란드 사회민주당이었다. 핀란드의 에로 하이네루오마 재무부장관은 “부유세는 다른 나라에서도 폐지되는 추세”라면서 “경쟁을 유도하고 투자를 촉진하기 위해 폐지하는 게 마땅했다”고 밝혔다.

## 경제에 미치는 문제
부유세가 경제에 미치는 문제점은 부유세가 도입되면 세금을 회피하기 위해 재산을 해외로 도피할 가능성이 있으며, 외국인의 국내투자를 기피하거나 부유세가 없는 이웃경쟁국으로 투자를 이전시킬 가능성이 있다. 또한, 저축하기보다 빚을 늘려 소비하는 풍조가 확산될 우려가 있다. 이렇게 되면 금융시장이 불안해지고 투자 감소로 경제가 위축되어 실업자가 늘어나고 서민의 경제가 더욱 어려워질 수 있다.
스웨덴 룬드 대학 경제학과 아사 한손 교수는 “200만유로(약 24억4000만원)를 가진 사람이 아이슬란드나 스웨덴에 살면 취리히에 사는 것보다 세금을 10배나 더 낸다”면서 “부유세 부과로 얻어지는 재정 수입보다 경제 활동 위축에 따른 경기 침체가 더 큰 문제”라고 지적했다.
프랑스의 기업연구소(Institut de l’entreprise)는 보고서에서 “해외로 자본 유출이 일어나는데다, 시장에 의한 자원 분배의 원칙이 왜곡되기 때문에 부유세가 점차 폐지되는 추세”라고 분석했다. 기업연구소는 또 “세계 어느 나라나 자본과 돈 많은 사람을 유치하기 위해 안간힘을 쓰고 있는 게 현실”이라면서 “부유세 폐지는 오래전에 대세로 굳어졌다”고 밝혔다.

## 같이 보기
- 세금
- 상속세
- 양도소득세(CGT)
- 최저임금
- 생활임금
- 소득 재분배(분의 재분배)
- 복지 제도